# 尚-路易·特罕狄釀
让-路易·格扎维埃·特兰蒂尼昂（法語：Jean-Louis Xavier Trintignant，法語發音：[ʒɑ̃ lwi tʁɛ̃tiɲɑ̃]；1930年12月11日—2022年6月17日），是一名法國男演員、編劇與導演。他分別在第18屆柏林影展（1968）和第22屆坎城影展（1969）拿下最佳男演員獎，2012年他演出的《愛‧慕》獲得坎城影展金棕櫚獎，他與另一名演員艾曼紐·麗娃破例被評審團要求一起與導演上台接受榮耀，隔年他以這部片獲得第38屆凱撒電影獎最佳男主角獎。

## 生平
1950年代初，他在幾部戲劇作品中巡迴演出後，於1955年首次亮相電影界。次年，他因在羅傑·華汀執導的《上帝創造女人》中與碧姬·芭鐸出演而成為明星。由於強制兵役，尚-路易·特罕狄釀的演藝生涯中斷了數年。他在阿爾及爾服役後，回到巴黎並繼續從事電影工作。
他在克勞德·勒魯什的電影《男歡女愛》中扮演男主角，該片在幾年內成為國際上最成功的法國電影。
他也與許多義大利導演合作，包括《偉大的沉默》導演塞爾焦·科爾布奇、《暴力夏日》和《韃靼人的沙漠》導演瓦萊里奧·祖里尼（Valerio Zurlini）、《露台》導演埃托雷·斯科拉、《同流者》導演伯納多·貝托魯奇、《輕鬆生活》導演迪諾·里西（Dino Risi）。
在整個1970年代，特蘭蒂尼昂主演了許多電影，包括1971年的英語電影《局外人》和1983年的《戰火之下》。此後，他主演了弗朗索瓦·特呂弗的最後一部電影《情殺案中案》，並在續集《男歡女愛未了緣》（Un homme et une femme, 20 ans dejà, 1986）中重演了他最著名的角色。 [5]
1994年，他主演了克里斯多夫·奇士勞斯基的最後一部電影《紅色情深》。在他的職業生涯的剩餘時間裡，他偶爾會出演一些電影角色，但專注於舞台工作。
時隔14年後，尚-路易·特罕狄釀重返大銀幕，演出麥可·漢內克的電影《愛‧慕》。麥可·漢內克將專為尚-路易·特罕狄釀寫的劇本寄給了他。尚-路易·特罕狄釀表示，他根據導演來選擇電影項目，並評價麥可·漢內克「對電影學有著最全面的掌握，從聲音和攝影等技術方面到他處理演員的方式」。2017年，他再次與麥可·漢內克合作，主演了《幸福結局》。
2018年7月20日，尚-路易·特罕狄釀宣布退出影壇，但在2019年3月，他接受了克勞德·勒魯什的電影《浮生年華》 (Les plus belles annees d'une vie) 中的角色，這部電影是《男歡女愛》及《男歡女愛未了緣》的續集。

## 外部連結
- 尚-路易·特罕狄釀在互联网电影资料库（IMDb）上的資料（英文）
- 尚-路易·特罕狄釀在豆瓣上的资料（简体中文）